# كورت سورنسن
كورت سورنسن (بالإنجليزية: Kurt Sorensen)‏ هو لاعب دوري الرغبي نيوزيلندي، ولد في 8 نوفمبر 1956.